# Avram Iancu (Bihor)
Avram Iancu (in ungherese Keményfok) è un comune della Romania di 3 373 abitanti, ubicato nel distretto di Bihor, nella regione storica della Transilvania.
Il comune è formato dall'unione di 3 villaggi: Ant, Avram Iancu, Tămașda.
Il comune prende nome da Avram Iancu, avvocato, uno dei capi della rivoluzione della Transilvania del 1848-49.
Tra i luoghi di interesse storico del comune si trovano la cosiddetta Chiesa vecchia, del XIII-XIV secolo e l'insediamento di Simonta, risalente all'età del bronzo.